# Saphia Azzeddine

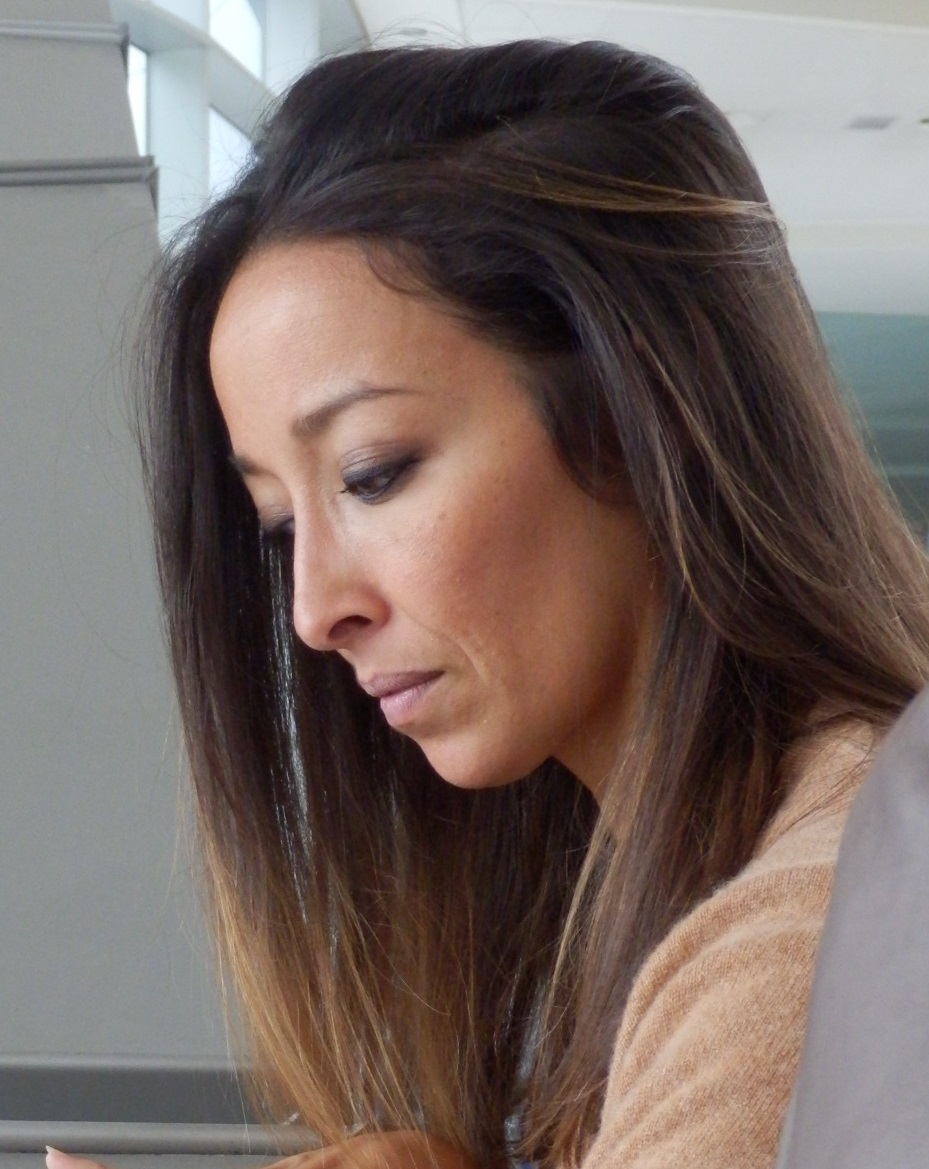
Saphia Azzeddine (2016)

Saphia Azzeddine (* 12. Dezember 1979 in Agadir, Marokko) ist eine französisch-marokkanische Schriftstellerin und Journalistin, die auch für den Film arbeitete.

## Leben
Azzeddines Mutter wuchs in Frankreich auf, ihr Vater stammt aus Figuig in Marokko. Die Familie wanderte 1988 nach Frankreich aus, als Saphia neun Jahre alt war, und ließ sich im Département Ain in Ferney-Voltaire, westlich des Flughafens von Genf nieder. Saphia arbeitete, bevor sie mit ihrem Studium begann, als Helferin bei einem Diamantenschleifer.
Azzeddine studierte Soziologie. Sie lebt in Genf und arbeitet dort als Journalistin. Sie hat zwei Kinder.

## Wirken
Azzeddine veröffentlichte 2008 ihren ersten Roman Confidences à Allah (französisch; deutsch: Zorngebete), der 2013 in deutscher Übersetzung erschien. In dem Roman, der im Maghreb spielt, vertraut eine junge Frau im Gebet Allah ihre Wut auf das Patriarchat an. Das auf diesem Buch basierende Theaterstück Zorngebete wurde u. a. im Theater Ensemble von Würzburg und im Theater Ulm aufgeführt.
Azzeddine war 2011 Regisseurin bei der Verfilmung ihres zweiten Romans Mon père est femme de ménage (französisch; deutsch: Mein Vater ist Putzfrau).
Azzeddines 2015 erschienener Roman Bilqiss handelt von der jungen muslimischen Bilqiss, die gesteinigt werden soll, nachdem sie spontan zum Gebet rief, als der Muezzin ihres Dorfes betrunken war. Das auf diesem Roman basierende Theaterstück Bilqiss wurde im Theater der Keller aufgeführt und mit dem Kölner Theaterpreis 2017 ausgezeichnet.

## Rezeption
In der Neuen Zürcher Zeitung wird der Roman Zorngebete als „Abziehbild, das sich als kritische Reflexion verkauft“, bezeichnet. „Die Emanzipation  […] mutet unglaubwürdig an, Jbaras Sprache wirkt so aufgesetzt wie Azzeddines vermeintlich ironisch gebrochenes Spiel mit den westlichen Erwartungen, auf die dieser Roman doch zugleich bestens zugeschrieben scheint. Achtung: Islam! ruft nämlich auch dieses Buch wieder einmal, und wieder einmal aus dem Mund einer Autorin, die qua ihrer Herkunft den Gestus der Authentizität und dank ihrer westlichen Sozialisierung den Gestus der Aufgeklärtheit für sich reklamieren kann.“ (C. Kramatschek: Neue Zürcher Zeitung 15.08.2013, Nr. 187, S. 46) Dahingehend wird das Werk im Darmstädter Echo als „außergewöhnliche[r] Bildungsroman […], das allen Klischees zuwiderläuft“ (Jeannette Villachica: Darmstädter Echo, 01.07.2013), bezeichnet.
Nach der Berliner Zeitung „sucht [Azzeddine] die Konfrontation mit ihren Büchern, unterhält den Leser mit einer provokanten und zugleich sehr reichen Sprache, stellt Gesellschaftsbilder auf den Kopf.“ (Cornelia Geissler: Berliner Zeitung vom 24.11.2016 Seite BK06)
Nach den Nürnberger Nachrichten sei Azzeddine mit Bilqiss „erneut eine sehr eigenwillige, bewusst mit Ironie überzeichnete "Emanzipationsgeschichte" aus der Welt jenseits des Schleiers gelungen.“ (Nevfel Cumart: Nürnberger Nachrichten vom 07.12.2016, S. 17)
Azzeddines Roman Bilqiss sei nach dem Tagesanzeiger „eine der scharfen Strichführung, Überspitzung, der geschickt konstruierten Handlungsabläufe und klug ausbalancierten Kontroversen. […] so hat das Buch […] den scharfen Humor einer literarischen Nachwuchsgeneration, die weiss, dass die beste aller Welten weder in der europäischen Heimat noch im Herkunftsland massgeschneidert wird.“ (Joseph Hanimann: Tagesanzeiger vom 06.02.2017 Seite 30)

## Werke (Auswahl)
- Confidences à Allah. Éditions Léo Scheer, Paris 2008, ISBN 978-2-7561-0119-4 (französisch).
  - Zorngebete. Roman. Wagenbach, Berlin 2013, ISBN 978-3-8031-3248-2 (französisch: Confidences à Allah. Paris 2008. Übersetzt von Sabine Heymann).
- Mon père est femme de ménage. Éditions Léo Scheer, Paris 2009, ISBN 978-2-7561-0195-8 (französisch).
  - Mein Vater ist Putzfrau. Roman. Wagenbach, Berlin 2015, ISBN 978-3-8031-3270-3 (französisch: Mon père est femme de ménage. Paris 2009. Übersetzt von Birgit Leib).
- La Mecque-Phuket. Éditions Léo Scheer, Paris 2010, ISBN 978-2-7561-0263-4 (französisch).
- Héros anonymes. Éditions Léo Scheer, Paris 2011, ISBN 978-2-7561-0337-2 (französisch).
- Combien veux-tu m'épouser? Grasset, Paris 2013, ISBN 978-2-246-80437-6 (französisch).
- Bilqiss. Stock, Paris 2015, ISBN 978-2-234-07796-6 (französisch).
  - Bilqiss. Wagenbach, Berlin 2016, ISBN 978-3-8031-3281-9 (französisch: Bilqiss. Paris 2015. Übersetzt von Birgit Leib).

## Filme
als Schauspielerin
- 2010: Fasten auf Italienisch (L'Italien) von Olivier Baroux.

als Produzentin und Regisseurin
- 2011: Mon père est femme de ménage. Der Film erhielt 2011 den Prix du public Europe I beim Festival international du film de comédie de l'Alpe d'Huez.